# لويس مال
لويس مال (بالفرنسية: Louis Malle) (و. 1932 – 1995 م) هو كاتب سيناريو، ومنتج أفلام، ومخرج سينمائي، ومصور سينمائي، وممثل من فرنسا.
توفي في بيفرلي هيلز كاليفورنيا، عن عمر يناهز 63 عاماً. بسبب لمفوما.
من أعماله: إلى اللقاء يا أطفال، طفلة جميلة.

## لجان التحكيم السينمائية

لويس مال 1959

رأس لجنة التحكيم في مهرجان كان السينمائي عام 1993.

## التعليم
تعلم في المعهد العالي للدراسات السينمائية، وLa Fémis ‏.

## جوائز وترشيحات
حصل على جوائز منها:
- جائزة زمالة الأكاديمية البريطانية لفنون السينما والتلفزيون (1991)
- جائزة ديفيد دي دوناتيلو عن أفضل فيلم أجنبي [الإنجليزية]‏، عن عمل: May Fools [الإنجليزية]‏ (1990)
- جائزة البافتا لأفضل إخراج  [لغات أخرى]‏، عن عمل: إلى اللقاء يا أطفال (1989)
- جائزة سيزر لأفضل مخرج، عن عمل: إلى اللقاء يا أطفال (1988)
- جائزة سيزر لأفضل كاتب سيناريو، عن عمل: إلى اللقاء يا أطفال (1988)
- جائزة سيزر لأفضل فيلم، عن عمل: إلى اللقاء يا أطفال (1988)
- جائزة ديفيد دي دوناتيلو عن أفضل فيلم أجنبي [الإنجليزية]‏، عن عمل: إلى اللقاء يا أطفال (1988)
- جائزة الفيلم الأوروبي لأفضل كاتب سيناريو، عن عمل: إلى اللقاء يا أطفال (1988)
- جائزة لويس ديلوك [الإنجليزية]‏، عن عمل: إلى اللقاء يا أطفال (1987)
- جائزة جمعية نقاد السينما في لوس انجلوس لأفضل فيلم بلغة أجنبية [الإنجليزية]‏، عن عمل: إلى اللقاء يا أطفال (1987)
- جائزة الأسد الذهبي، عن عمل: إلى اللقاء يا أطفال (1987)
- جائزة البافتا لأفضل إخراج  [لغات أخرى]‏، عن عمل: أتلانتك سيتي (1982)
- جائزة الجمعية الوطنية للنقاد السينمائيين لأفضل مخرج  [لغات أخرى]‏، عن عمل: أتلانتك سيتي (1981)
- جائزة الأسد الذهبي، عن عمل: أتلانتك سيتي (1980)
- جائزة البافتا لأفضل فيلم، عن عمل: Lacombe, Lucien [الإنجليزية]‏ (1975)
- United Nations Awards  [لغات أخرى]‏، عن عمل: Lacombe, Lucien [الإنجليزية]‏ (1975)
- جائزة لويس ديلوك [الإنجليزية]‏، عن عمل: مصعد إلى المشنقة (1957)
- السعفة الذهبية، عن عمل: The Silent World [الإنجليزية]‏ (1956)

ترشح لـ:
- جائزة الجمعية الوطنية للنقاد السينمائيين لأفضل مخرج، عن عمل: Vanya on 42nd Street [الإنجليزية]‏ (1994)
- BAFTA Academy Fellowship Award (1991)
- BAFTA Award for Best Film Not in the English Language، عن عمل: May Fools [الإنجليزية]‏ (1991)
- David di Donatello for Best Foreign Director، عن عمل: May Fools [الإنجليزية]‏ (1990)
- جائزة البافتا لأفضل فيلم، عن عمل: إلى اللقاء يا أطفال (1989)
- BAFTA Award for Best Film Not in the English Language، عن عمل: إلى اللقاء يا أطفال (1989)
- جائزة البافتا لأفضل إخراج، عن عمل: إلى اللقاء يا أطفال (1989)
- BAFTA Award for Best Original Screenplay، عن عمل: إلى اللقاء يا أطفال (1989)
- European Film Award for Best Screenwriter، عن عمل: إلى اللقاء يا أطفال (1988)
- European Film Award for Best Director، عن عمل: إلى اللقاء يا أطفال (1988)
- David di Donatello for Best Foreign Director، عن عمل: إلى اللقاء يا أطفال (1988)
- Independent Spirit Award for Best Foreign Film، عن عمل: إلى اللقاء يا أطفال (1988)
- جائزة سيزر لأفضل مخرج، عن عمل: إلى اللقاء يا أطفال (1988)
- European Film Award for Best Film، عن عمل: إلى اللقاء يا أطفال (1988)
- جائزة سيزر لأفضل كاتب سيناريو، عن عمل: إلى اللقاء يا أطفال (1988)
- جائزة سيزر لأفضل فيلم، عن عمل: إلى اللقاء يا أطفال (1988)
- جائزة البافتا لأفضل إخراج، عن عمل: أتلانتك سيتي (1982)
- جائزة غولدن غلوب لأفضل مخرج، عن عمل: أتلانتك سيتي (1981)
- جائزة الجمعية الوطنية للنقاد السينمائيين لأفضل مخرج، عن عمل: أتلانتك سيتي (1981)
- جائزة نقابة المخرجين الأمريكيين لأبرز إنجاز إخراجي لفيلم، عن عمل: أتلانتك سيتي (1981)
- جائزة البافتا لأفضل فيلم، عن عمل: Lacombe, Lucien [الإنجليزية]‏ (1975)
- United Nations Awards، عن عمل: Lacombe, Lucien [الإنجليزية]‏ (1975)
- جائزة البافتا لأفضل إخراج، عن عمل: Lacombe, Lucien [الإنجليزية]‏ (1975)
- جائزة الأوسكار لأفضل كتابة "سيناريو أصلي"، عن عمل: Murmur of the Heart [الإنجليزية]‏ (1972)
- جائزة الأوسكار لأفضل كتابة "سيناريو أصلي"، عن عمل: Murmur of the Heart [الإنجليزية]‏
- جائزة الأوسكار لأفضل كتابة "سيناريو أصلي"، عن عمل: إلى اللقاء يا أطفال
- جائزة الأوسكار لأفضل مخرج، عن عمل: أتلانتك سيتي.

## وصلات خارجية
- لويس مال على موقع IMDb (الإنجليزية)
- لويس مال على موقع الموسوعة البريطانية (الإنجليزية)
- لويس مال على موقع مونزينجر (الألمانية)
- لويس مال على موقع ألو سيني (الفرنسية)
- لويس مال على موقع ميوزك برينز (الإنجليزية)
- لويس مال على موقع تيرنر كلاسيك موفيز (الإنجليزية)
- لويس مال على موقع أول موفي (الإنجليزية)
- لويس مال على موقع قاعدة بيانات الأفلام السويدية (السويدية)
- لويس مال على موقع إن إن دي بي (الإنجليزية)
- لويس مال على موقع قاعدة بيانات الفيلم (الإنجليزية)